# Danh sách xã thuộc tỉnh Bà Rịa – Vũng Tàu
Tính đến ngày 1 tháng 1 năm 2025, tỉnh Bà Rịa – Vũng Tàu có 77 đơn vị hành chính cấp xã, trong đó có 42 xã.
Dưới đây là danh các xã thuộc tỉnh Bà Rịa – Vũng Tàu hiện nay.
| Xã             | Trực thuộc         | Diện tích (km²) | Dân số (người) | Mật độ dân số (người/km²) | Thành lập |
| -------------- | ------------------ | --------------- | -------------- | ------------------------- | --------- |
| Bàu Chinh      | Huyện Châu Đức     |                 |                |                           |           |
| Bàu Lâm        | Huyện Xuyên Mộc    |                 |                |                           |           |
| Bình Ba        | Huyện Châu Đức     |                 |                |                           |           |
| Bình Châu      | Huyện Xuyên Mộc    |                 |                |                           |           |
| Bình Giã       | Huyện Châu Đức     |                 |                |                           |           |
| Bình Trung     | Huyện Châu Đức     |                 |                |                           |           |
| Bông Trang     | Huyện Xuyên Mộc    |                 |                |                           |           |
| Bưng Riềng     | Huyện Xuyên Mộc    |                 |                |                           |           |
| Châu Pha       | Thị xã Phú Mỹ      | 32,57           |                |                           |           |
| Cù Bị          | Huyện Châu Đức     |                 |                |                           |           |
| Đá Bạc         | Huyện Châu Đức     |                 |                |                           |           |
| Hòa Bình       | Huyện Xuyên Mộc    |                 |                |                           |           |
| Hòa Hiệp       | Huyện Xuyên Mộc    |                 |                |                           |           |
| Hòa Hội        | Huyện Xuyên Mộc    |                 |                |                           |           |
| Hòa Hưng       | Huyện Xuyên Mộc    |                 |                |                           |           |
| Hòa Long       | Thành phố Bà Rịa   | 6,2             |                |                           |           |
| Láng Dài       | Huyện Long Đất     |                 |                |                           |           |
| Láng Lớn       | Huyện Châu Đức     |                 |                |                           |           |
| Long Phước     | Thành phố Bà Rịa   | 16,18           |                |                           |           |
| Long Sơn       | Thành phố Vũng Tàu | 51,41           |                |                           |           |
| Long Tân       | Huyện Long Đất     |                 |                |                           |           |
| Nghĩa Thành    | Huyện Châu Đức     |                 |                |                           |           |
| Phước Hội      | Huyện Long Đất     |                 |                |                           |           |
| Phước Hưng     | Huyện Long Đất     |                 |                |                           |           |
| Phước Long Thọ | Huyện Long Đất     |                 |                |                           |           |
| Phước Tân      | Huyện Xuyên Mộc    |                 |                |                           |           |
| Phước Thuận    | Huyện Xuyên Mộc    |                 |                |                           |           |
| Phước Tỉnh     | Huyện Long Đất     |                 |                |                           |           |
| Quảng Thành    | Huyện Châu Đức     |                 |                |                           |           |
| Sông Xoài      | Thị xã Phú Mỹ      | 29,19           |                |                           |           |
| Sơn Bình       | Huyện Châu Đức     |                 |                |                           |           |
| Suối Nghệ      | Huyện Châu Đức     |                 |                |                           |           |
| Suối Rao       | Huyện Châu Đức     |                 |                |                           |           |
| Tam An         | Huyện Long Đất     |                 |                |                           |           |
| Tân Hải        | Thị xã Phú Mỹ      | 22,42           |                |                           |           |
| Tân Hòa        | Thị xã Phú Mỹ      | 30,64           |                |                           |           |
| Tân Hưng       | Thành phố Bà Rịa   | 7,44            |                |                           |           |
| Tân Lâm        | Huyện Xuyên Mộc    |                 |                |                           |           |
| Tóc Tiên       | Thị xã Phú Mỹ      | 33,78           |                |                           |           |
| Xà Bang        | Huyện Châu Đức     |                 |                |                           |           |
| Xuân Sơn       | Huyện Châu Đức     |                 |                |                           |           |
| Xuyên Mộc      | Huyện Xuyên Mộc    |                 |                |                           |           |